# Phim chặt chém
Phim chặt chém (tiếng Anh: slasher film) là thể loại phim kinh dị trong đó có một kẻ tâm thần chuyên đi rình rập và giết người hàng loạt bằng vũ khí dạng lưỡi sắc (ví dụ như dao hay kiếm). Trong lịch sử điện ảnh, Michael Myers (loạt phim Halloween), Freddy Krueger (loạt phim Ác mộng trên phố Elm), Jason Voorhees (loạt phim Friday the 13th), Chucky (loạt phim Child's Play - Ma búp bê) hay Leatherface (loạt phim The Texas Chainsaw Massacre) có thể coi là những sát nhân hư cấu điển hình của dòng phim slasher.